# Пинсько-волинський добровольчий батальйон
Пинсько-волинський добровольчий батальйон (англ. The Pinsk-Wolyn Volunteer Battalion рос. Пинско-Волынский добровольческий батальйон) — військовий підрозділ у складі Польського війська, Збройних сил Півдня Росії.

## Історія
З 24 жовтня 1918 року в містах України почали створюватися Офіцерські дружини. Їх завданням була охорона громадського порядку. Вони належали до Збірного корпусу. Складалися з офіцерів та юнкерів.
Після офіційної передачі німецькими військами влади в Пинському повіті український адміністрації, перетворилася на один з основних органів правопорядку.
Пинською офіцерською добровольчою дружиною командував уродженець Пинського повіту капітан Євген Бохенський, рідний брат Володимира Бохенського. В грудні 1918 року на території Пинського повіту почалося Поліське повстання. 22 січня 1919 повстанці з 2-ого поліського повстанського полку підтримані 152-м стрілецьким полком спробували опанувати м.Пинськ, атакували будинок реального училища, де розміщалася дружина, але зазнали поразки. Згодом, з огляду на наступ радянських військ дружина відійшла до Антополя. 25 січня Пинськ був зайнятий Червоною армією. 

#### В польському війську
Остаточно підпорядкована Підляській дивізії під командуванням ген. А.Листовського 28 лютого 1919 року. Увійшла до складу групи "Кобринь" під командуванням командира 34 полка піхоти майора Нарбута-Лучинського. Часом згадується як підрозділ у складі 34-го полка піхоти. Початково складався з близько 150 вояків: 38 офіцерів, 2 підхорунжих і 90 шерегових, озброєних 8 кулеметами і 138 рушницями. Брала участь у боях з радянськими військами. 17 березня 1919 р. повернулася у Пинськ. В газеті «Варшавская речь» оголошено про набір в дружину добровольців, російських офіцерів. Політичне керівництво здійснював варшавський Російський комітет.
27 лютого 1919 р. депутат Сейму від ППС Мечислав Нєдзялковські склав запит, у відповідь на який 28 березня 1919 р. Головне командування Польського війська видало наказ ліквідувати офіцерську дружину. Але військове командування в травні 1919 року вирішило перетворити її в Пинсько-волинський добровольчий батальйон і збільшити кількість вояків до 1116. До нього були включені полонені вояки УНР, ЧА з табору в Бересті, які погодилися служити в польському війську, а також польські офіцери. Історик Ярослав Тинченко вважає, що серед них були вояки Пинського куреня армії УНР.  19 липня 1919 року в батальйоні мало бути 755 багнетів і 13 кулеметів.

#### Однострій
Носили російську військову форму, пагони і кокарди. На лівому рукаві мали шеврон у вигляді прапору Російської республіки. Під час служби в польському війську над кокардою на кашкеті носили додаткову кокарду з польським гербом.

#### Полковий знак
22 червня 1919 батальйон отримав власний прапор у вигляді російського прапору, з нашитими гербами Пинська та Польської республіки. На зворотному боці вишито золотом ікону Ісуса Христа і гасло «З нами Біг»

#### Перехід у Добровольчу армію
27 лютого 1919 року посол ППС Мечислав Нєджялковський звернувся до Сейму з інтерпеляцією в справі пинської дружини. 28 березня 1919 року Начальне командування Польського війська видало наказ її ліквідації. Не був виконаний. В квітні мали нести службу в пинський в'язниці. Офіцер батальйону повідомив ув'язненим жінкам про розстріл польським військом 34-х представників пинського кагалу. За спогадами ув'язнених вояки батальйону вели себе з арештованими краще за польських охоронців. 5 червня 1919 року ротмістр жандармерії Околович склав рапорт в якому повідомляв, що в батальйоні служить близько 15 шпигунів, які переказують конфіденційну інформацію в штаб Колчака. В серпні 1919 року польське командування звинуватило вояків батальйону в порушенні військової дисципліни, пограбуваннях. "Дружина не зважаючи на заборону займається реквізиціями і грабує скот, влаштовує формальні грабувальні виїзди, забираючи в місцевих селян і євреїв гроші і всі речі, які можна продати ... Більшість дружини грабуючи і нечувано ґвалтуючи місцеве населення викликає неможливі для підрахування наслідки для польських інтересів не на східних окраїнах Речи Посполитої" - писав В.Скіорський.  В певному моменті, дізнавшись про успіхи Добровольчої армії, вояки зірвали кашкетах польських орлів, публічно негативно висловлювались про польське військо. 26 серпня 1919 р. новий командуючий Литовсько-Білоруського фронту, В.Сікорський, на підставі наказу Головного Командування від 26 серпня 1919 року, приймає рішення ліквідувати підрозділ. Згідно з наказом Ю.Пілсудського 5 вересня 1919 р. батальйон малі роззброїти, зброю передати війську, вояків відіслати до Юденича або Денікина. Батальйон, який розміщався в районі залізниці Бересть-Пинськ був роззброєний 6 вересня 1919 року групою під командуванням майора Залейського, до якої входили батальйон 15 полка піхоти, взвод кулеметників і панцирний потяг "Мститель". Вояків інтерновано у варшавському таборі в Повонзках. Ліквідація батальйону ослабила Поліську групу. В січні 1920 р. 120 вояків, які погодилися продовжити службу в Добровольчій армії, переправлено через Румунію на територію Збройних сил Півдня Росії. До 26 серпня 1920 року перевезений через порт Чалац на кораблях до Севастополя. Батальйон включено до складу ІІІ Армійського корпусу під командуванням генерала Я.Слащова. Разом з іншими підрозділами корпусу, брав участь у боях під Новомиколаєвскою і Юшунню (8-12 березня). Розформований за наказом командуючого генерала П.Врангеля 16 квітня 1920 року. Вояки поповнили 13 піхотну дивізію ІІ Армійського корпусу.

### Вояки
Єроним Нелюбович-Тукальський (1902-1972)